# Affäre zu dritt
Pour plus de détails, voir Fiche technique et Distribution.
Affäre zu dritt est un téléfilm allemand réalisé par Josh Broecker et diffusé en 2003.

## Synopsis
Il s'agit d'un couple marié qui sont tous les deux officiers de police et qui ne sont pas très heureux de leur union. La femme rencontre une femme mystérieuse au travail et est très attirée par elle. Mais le mari est le nouveau partenaire professionnel de cette femme mystérieuse.

## Fiche technique
- Titre original : Affäre zu dritt
- Date de sortie : 2003
- Réalisation : Josh Broecker
- Scénario : Kerstin Cantz
- Producteur : Dieter Ulrich Aselmann
- Photographie :
- Musique : Joe Mubare
- Sociétés de production : die Film GmbH
- Pays d’origine :  Allemagne
- Langue : allemand
- Lieux de tournage :
- Genre : drame, romance saphique
- Durée : 93 minutes
- Dates de sortie :
  -  Allemagne : 1er avril 2003

## Distribution
- Sophie von Kessel : Katrin Zollner
- Nadeshda Brennicke : Franziska "Siska" Hansen
- Oliver Bootz : Max Zollner
- Simon Licht : Benno
- Tina Engel : Ella
- Christoph Gareisen : Peter Seligmann
- Verena Klein